# Serhij Woronin
Serhij Ołeksandrowycz Woronin, ukr. Сергій Олександрович Воронін (ur. 24 marca 1987 w Kijowie) – ukraiński piłkarz, grający na pozycji obrońcy.

## Kariera piłkarska

### Kariera klubowa
Wychowanek klubów Arsenał Kijów, Dynamo Kijów i Widradny Kijów, barwy których bronił w juniorskich mistrzostwach Ukrainy (DJuFL). Karierę piłkarską rozpoczął 2 kwietnia 2004 w składzie Dynamo-3 Kijów. Latem 2006 został wypożyczony do CSKA Kijów. W sierpniu 2007 jako wolny agent przeszedł do Lechii Gdańsk, jednak nie przebił się do podstawowej jedenastki. Latem 2008 zasilił skład drużyny Kniaża-2 Szczasływe. Zimą 2009 przeniósł się do Nafkomu Browary. Po pół roku przeszedł razem z trenerem Ołehem Fedorczukiem do Nywy Winnica. W lutym 2011 został piłkarzem PFK Sewastopol. 24 lipca 2014 podpisał kontrakt z Wołyniem Łuck. Latem 2015 zasilił skład Stali Dnieprodzierżyńsk. Latem 2017 opuścił Stal. 17 lutego 2018 przeszedł do PFK Sumy. W lipcu 2018 został piłkarzem FK Lwów. 23 maja 2019 za obopólna zgodą kontrakt został rozwiązany. 11 lipca 2019 został piłkarzem Czornomorca Odessa.

### Kariera reprezentacyjna
W 2005 występował w juniorskiej reprezentacji Ukrainy U-19.

## Sukcesy i odznaczenia
- mistrz Ukraińskiej Pierwszej ligi: 2013
- wicemistrz Ukraińskiej Pierwszej ligi: 2010
- zdobywca Pucharu Ligi Ukraińskiej: 2010